# Байерс, Ричард Ли
Ричард Ли Байерс (англ. Richard Lee Byers, род. 12 сентября 1950) — американский писатель в жанре ужасов и фэнтези, известный главным образом благодаря своему участию в различных межавторских проектах.

## Биография
Ричард Ли Байерс родился в 1950 году и получил образование в области психологии. Около десяти лет работал в психиатрическом учреждении, но затем решил бросить эту работу и в 1987 году стал профессиональным писателем.
Его писательская карьера началась с жанра ужасов. Значимые книги — «Deathward» (1988), «Fright Line» (1989), «The Vampire’s Apprentice» (1991), «Dark Fortune» (1992), «Dead Time» (1992). В настоящее время Байерс живёт в окрестностях залива Тампа.

### Самостоятельные произведения
- Трилогия «Мертвый Бог» (2002—2003)

### Межавторские проекты
- Забытые Королевства
  - Война Паучьей Королевы
    - Отречение (2002)

  - Год обезумевших драконов
    - Ярость (2004)
    - Ритуал (2004)
- Человек-паук
  - Deadly Force (1998)
- Клуб ночных кошмаров
- Валдемар
  - The Salamander (1997)
  - Death in Keenspur House (2005)
  - The Cheat (2008)
- Warhammer FB
  - The Enemy Within (2007)
- World of Darkness
  - Caravan of Shadows (1995)
  - Vampire: Netherworld (1995)
  - On a Darkling Plane (1995)
  - Wraith: The Ebon Mask (1996)
  - The Obsidian Blade (1998)
  - The Onyx Tower (1998)
  - Children of Gaia (2002)
- Люди-Х
  - Soul Killer (1999)
- Magic: The Gathering
  - Angel of Vengeance (1999)
  - Hand of Justice (2000)